# Canton d'Herment
Pour les articles homonymes, voir Herment (homonymie).
Le canton d'Herment est une ancienne division administrative française située dans le département du Puy-de-Dôme en région Auvergne. En 2015, à la suite du redécoupage des cantons du Puy-de-Dôme, les communes composant le canton ont été intégrées au canton de Saint-Ours.

## Géographie
Ce canton est organisé autour de Herment dans l'arrondissement de Clermont-Ferrand. Son altitude varie de 654 m (Sauvagnat) à 1 012 m (Prondines) pour une altitude moyenne de 779 m.

## Histoire
De 1833 à 1842, les cantons de Bourg-Lastic, Herment (jusqu'en 1842) et Rochefort avaient le même conseiller général. Le nombre de conseillers généraux était limité à 30 par département.
Le canton a été supprimé à la suite du redécoupage des cantons du Puy-de-Dôme, appliqué le 25 février 2014 par décret. Les six communes intègrent le nouveau canton de Saint-Ours.

## Représentation

### Résultats électoraux
En 2008, le conseiller général sortant Jean-Claude Fournier est réélu avec 59,46 % des voix, battant Jean-Jacques Trefond. Le taux de participation est de 91,88 %.

### Conseillers généraux de 1833 à 2015
| Période | Période      | Identité                                    | Étiquette            | Qualité                                                                                        |
| ------- | ------------ | ------------------------------------------- | -------------------- | ---------------------------------------------------------------------------------------------- |
| 1833    | 1839         | Jean-Baptiste Sablon-Salviat                |                      | Propriétaire à Laqueuille et à Saint-Julien-Puy-Lavèze                                         |
| 1839    | 1842         | Michel Bertrand (1774-1857)                 |                      | Médecin inspecteur des eaux au Mont-Dore Professeur à l'Ecole de Médecine de Clermont-Ferrand  |
| 1842    | 1848         | Claude Bonnay                               |                      | Notaire, maire de Clermont-Ferrand (1860-1861)                                                 |
| 1848    | 1859         | Antoine Amable, Comte d'Autier de Barmontet |                      | Propriétaire du château de Barmontet, maire de Verneugheol, ancien conseiller d'arrondissement |
| 1859    | 1871         | Claude Bonnay                               |                      | Notaire, maire de Clermont-Ferrand (1860-1861)                                                 |
| 1871    | 1877         | Amédée Tardieu                              | Républicain          | Chirurgien, docteur en médecine au Mont-Dore Maire d'Aurières (1881-1888, 1896-1904)           |
| 1877    | 1892 (décès) | François Pouyet (1833-1892)                 | Droite               | Propriétaire à Clermont-Ferrand, conseiller d'arrondissement                                   |
| 1893    | 1940         | Joseph Pouyet (fils du précédent)           | Conservateur puis RG | Avocat Maire de Sauvagnat (1896-1945) Nommé conseiller départemental en 1942                   |
|         |              |                                             |                      |                                                                                                |
| 1945    | 1964         | Jean-Marie Giraudon                         | SFIO                 | Garagiste à Sauvagnat                                                                          |
| 1964    | 1970         | Paul Brand                                  | RI                   | Maire d'Herment                                                                                |
| 1970    | 1982         | Alphonse Fournier                           | PS                   | Maire de Prondines, exploitant forestier                                                       |
| 1982    | 1988         | Renée Gourdron-Verny                        | UDF                  | Secrétaire de mairie, Herment                                                                  |
| 1988    | 2015         | Jean-Claude Fournier                        | PS puis DVG puis PRG | Maire de Prondines, exploitant forestier                                                       |

### Conseillers d'arrondissement (de 1833 à 1940)
| Période                                  | Période | Identité                                         | Étiquette | Qualité |
| ---------------------------------------- | ------- | ------------------------------------------------ | --------- | --- |
| 1833                                     | 1840    | Antoine Amable, Comte d'Autier de La Rochebriant |           | Propriétaire du château de Barmontel à Verneugheol                                                          |
| 1840                                     | 1848    | Charles Gilbert Tardieu (1810-1889)              |           | Avoué, avocat, ingénieur des Mines, propriétaire à Herment                                                  |
| 1840                                     | 1852    | Michel Martin                                    |           | Notaire à Tortebesse                                                                                        |
| 1852                                     | 1861    | Louis-Annet-Félix Peyronnet                      |           | Médecin à Herment                                                                                           |
| 1861                                     | 1871    | François-Nicolas-Georges Pouyet                  |           | Propriétaire à Clermont-Ferrand                                                                             |
| 1871                                     | 1877    | Louis-Annet-Félix Peyronnet                      |           | Médecin à Herment                                                                                           |
| 1877                                     | 1895    | Joseph Désaymard                                 |           | Négociant à Clermont-Ferrand, propriétaire à Verneugheol                                                    |
| 1895                                     | 1922    | Lucien Roux                                      |           | Docteur en médecine à Herment                                                                               |
| 1922                                     | 1940    | Jean Portas                                      | Radical   | Cultivateur à Prondines                                                                                     |
| 1940                                     |         |                                                  |           | Les conseils d'arrondissement ont été suspendus par la loi du 12 octobre 1940 et n'ont jamais été réactivés |
| Les données manquantes sont à compléter. |         |                                                  |           | |

## Composition
Le canton d'Herment groupait 6 communes et comptait 1 086 habitants (recensement de 2012, population municipale).
| Nom                        | Code Insee | Intercommunalité                   | Superficie (km2) | Population (dernière pop. légale) | Densité (hab./km2) |
| -------------------------- | ---------- | ---------------------------------- | ---------------- | --------------------------------- | ------------------ |
| Herment (chef-lieu)        | 63175      | CC Chavanon Combrailles et Volcans | 9,57             | 303 (2014)                        | 32                 |
| Prondines                  | 63289      | CC Chavanon Combrailles et Volcans | 30,91            | 263 (2014)                        | 8,5                |
| Saint-Germain-près-Herment | 63351      | CC Chavanon Combrailles et Volcans | 16,82            | 81 (2014)                         | 4,8                |
| Sauvagnat                  | 63410      | CC Chavanon Combrailles et Volcans | 24,13            | 134 (2014)                        | 5,6                |
| Tortebesse                 | 63433      | CC Chavanon Combrailles et Volcans | 11,64            | 56 (2014)                         | 4,8                |
| Verneugheol                | 63450      | CC Chavanon Combrailles et Volcans | 34,14            | 248 (2014)                        | 7,3                |

## Démographie

### Évolution démographique
| 1962  | 1968  | 1975  | 1982  | 1990  | 1999  | 2006  | 2011  | 2012  |
| ----- | ----- | ----- | ----- | ----- | ----- | ----- | ----- | ----- |
| 2 069 | 1 935 | 1 774 | 1 515 | 1 379 | 1 211 | 1 077 | 1 084 | 1 086 |

### Pyramide des âges
| Hommes | Classe d’âge | Femmes |
| ------ | ------------ | ------ |
| 0,2    | 90 ans ou +  | 0,5    |
| 12     | 75 à 89 ans  | 16     |
| 16,3   | 60 à 74 ans  | 21,5   |
| 24     | 45 à 59 ans  | 17,4   |
| 18,8   | 30 à 44 ans  | 17,6   |
| 11,8   | 15 à 29 ans  | 11,4   |
| 17     | 0 à 14 ans   | 15,6   |

| Hommes | Classe d’âge | Femmes |
| ------ | ------------ | ------ |
| 0,4    | 90 ans ou +  | 1,2    |
| 6,9    | 75 à 89 ans  | 10,8   |
| 15,3   | 60 à 74 ans  | 15,8   |
| 21     | 45 à 59 ans  | 20,4   |
| 20,1   | 30 à 44 ans  | 18,4   |
| 19,5   | 15 à 29 ans  | 17,8   |
| 16,9   | 0 à 14 ans   | 15,5   |